# گروه لانگهام
گروه لانگهام (انگلیسی: Langham Group) شرکت مهمان‌نوازی هنگ کنگی بریتانیایی است، که در سال ۱۸۶۵ تأسیس شد.